# Bluebird (песня Миранды Ламберт)
«Bluebird» — песня американской кантри-певицы и автора-исполнителя Миранды Ламберт, вышедшая 9 декабря 2019 года в качестве второго сингла с её 7-го студийного альбома Wildcard (2019). Песня достигла первого места в Country Airplay и позиции № 3 в американском хит-параде Billboard Country Songs. Авторами песни выступили Миранда Ламберт, Luke Dick и Natalie Hemby.
Песня номинирована на несколько премий CMA Awards (Single of the Year, Song of the Year, Music Video of the Year) и CMT Music Awards.

## История
«Bluebird» ещё до официального выхода в качестве сингла дебютировал 11 ноября 2019 года на позиции № 38 в кантри-чарте Hot Country Songs. 28 декабря 2019 года он дебютировал на 53-м месте в радиоэфирном кантри-чарте Billboard Country Airplay, а 17 апреля 2020 года дебютировал на 81-м месте в основном мультижанровом американском хит-параде Billboard Hot 100. 1 августа 2020 года сингл достиг позиции № 1 в Billboard Country Airplay, став первым для Ламберт сольным чарттоппером после «Over You», лидировавшим в мае 2012 года. После этого было два дуэта Ламберт, достигавших вершины чарта. Это «We Were Us» (Кит Урбан, 2013) и «Drowns the Whiskey» (Джейсон Олдин, 2018).
«Bluebird» стали шестым чарттоппером Ламберт в Country Airplay.
Сингл также был на первом месте в канадском кантри-чарте Canadian Country в дату 26 июня 2020 года.
Тираж сингла достиг 26,000 копий в США к марту 2020 года.

## Награды и номинации
Миранда Ламберт получила 7 номинаций на премию CMA Awards, которая прошла 11 ноября 2020 года, включая категории Entertainer of the Year, Female Vocalist of the Year, Single of the Year («Bluebird»), Album of the Year (Wildcard), Song of the Year («Bluebird»), Musical Event of the Year («Fooled Around And Fell In Love»), Music Video of the Year («Bluebird»). Ещё две номинации за видеоклип «Bluebird» дано на премию CMT Music Awards, которая состоялась 21 октября 2020 года(и там дважды уступила песне Кэрри Андервуд — «Drinking Alone».
| Награда             | Категория                                              | Результат |
| ------------------- | ------------------------------------------------------ | --------- |
| CMA Awards 2020     | Песня года (Song of the Year)                          | Номинация |
| CMA Awards 2020     | Сингл года (Single of the Year)                        | Номинация |
| CMA Awards 2020     | Видео года (Music Video of the Year)                   | Победа    |
| CMT Music Awards    | Видео года (Video of the Year)                         | Номинация |
| CMT Music Awards    | Женское видео года (Female Video of the Year)          | Номинация |
| ACMusic Awards 2021 | Сингл года (Single of the Year)                        | Номинация |
| ACMusic Awards 2021 | Песня года (Song of the Year)                          | Номинация |
| ACMusic Awards 2021 | Видео года (Video of the Year)                         | Номинация |
| Grammy Awards 2021  | Кантри-исполнение года (Best Country Solo Performance) | Номинация |
| Grammy Awards 2021  | Кантри-песня года (Best Country Song)                  | Номинация |

## Музыкальное видео
Режиссёром музыкального видео выступил Трей Фанджой, а премьера состоялась в марте 2020 года на Vevo.
В нём показано, как Ламберт исполняет песню на качелях, находясь внутри гигантской птичьей клетки, а зрители смотрят со своих мест. Кадры с изображением синей птицы в клетке перед открытым окном чередуются с этими сценами, и в конце видео показано, как синяя птица улетает, а Ламберт выходит из своей клетки и идёт по городскому переулку. Видео было снято в ночном клубе в Нью-Йорке в течение восьми часов, и на нём Ламберт был в ослепляющем платье с перьями и в перчатках с голубыми тенями для век со стразами, напоминая эпоху певиц и моду 1920-х годов).

## Концертное исполнение
Ламберт исполнила песню в ноябре 2019 года в программе The View на канале ABC и в сентябре 2020 года на церемонии ACM Awards.

## Чарты
| Чарт (2019—2020)                    | Высшая позиция |
| ----------------------------------- | -------------- |
| Канада (Billboard Canadian Hot 100) | 46             |
| Канада (Billboard Country)          | 1              |
| США (Billboard Hot 100)             | 26             |
| США (Billboard Country Airplay)     | 1              |
| США (Billboard Hot Country Songs)   | 3              |
| США (Billboard Radio Songs)         | 19             |
| США (Rolling Stone Top 100)         | 33             |

## Годовые итоговые чарты
| Чарт (2020)                       | Позиция |
| --------------------------------- | ------- |
| США Billboard Hot 100             | 91      |
| США Country Airplay (Billboard)   | 36      |
| США Hot Country Songs (Billboard) | 15      |

## Сертификации
| Регион                                                                      | Сертификация  | Продажи   |
| --------------------------------------------------------------------------- | ------------- | --------- |
| Канада (Music Canada)                                                       | 2× Платиновый | 160 000   |
| США (RIAA)                                                                  | 2× Платиновый | 2 000 000 |
| Данные о продажах + прослушиваниях приведены только на основе сертификации. |               |           |